# Col·lagen, tipus X, alfa 1
El col·lagen, tipus X, alfa 1 és una proteïna que en els humans està codificada pel gen COL10A1.
Aquest gen codifica la cadena alfa del col·lagen de tipus X, una cadena curta del col·lagen expressada per condròcits hipertròfics durant l'ossificació endocondral. A diferència del col·lagen tipus VIII, és un homotrímer. Mutacions en aquest gen estan associades amb la condrodisplàsia metafisial tipus Schmid (SMCD) i la displàsia espondilometafisial japonesa (SMD).
El DDR2 n'és un receptor del col·lagen.